# Laura Boldrini

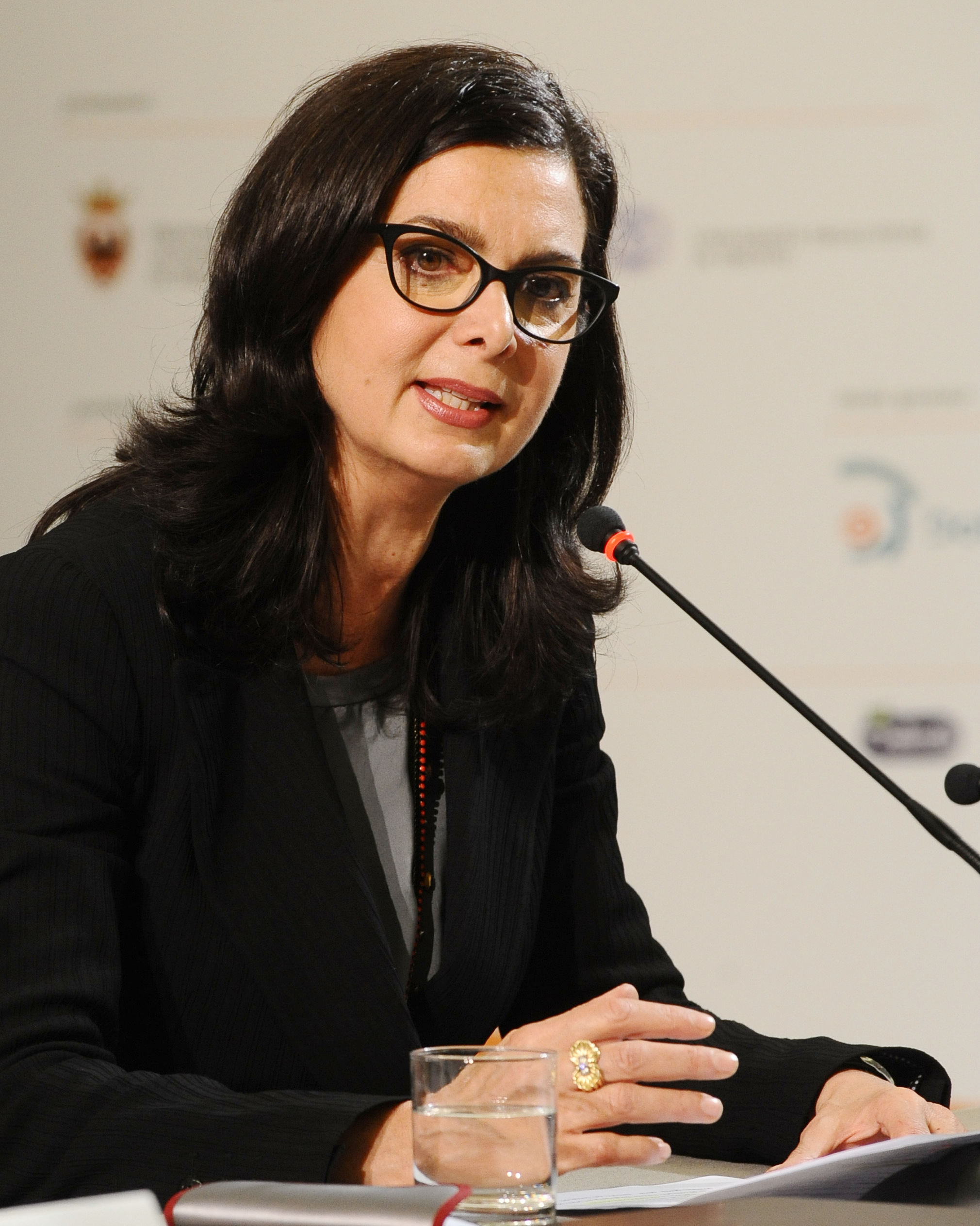
Laura Boldrini (2013)

Laura Boldrini (* 28. April 1961 in Macerata) ist eine italienische Journalistin und Politikerin. Von 2013 bis 2018 war sie Präsidentin der italienischen Abgeordnetenkammer.

## Leben
Boldrini studierte Rechtswissenschaften an der Universität La Sapienza in Rom und arbeitete anschließend als Journalistin für die öffentlich-rechtliche Rundfunkanstalt Italiens RAI. 1989 begann sie ihre Tätigkeit bei den Vereinten Nationen (UNO), zunächst bei der Welternährungsorganisation (FAO), von 1993 bis 1998 beim Welternährungsprogramm (WFP) und von 1998 bis 2012 beim Flüchtlingskommissariat (UNHCR). 2004 wurde ihr der Verdienstorden der Italienischen Republik verliehen.
Bei den Parlamentswahlen 2013 für die 17. Legislaturperiode zog Boldrini als Kandidatin der Partei Sinistra Ecologia Libertà in die Abgeordnetenkammer ein. Am 16. März 2013 wurde sie zur Präsidentin der Abgeordnetenkammer gewählt. Nachfolger in diesem Amt ist seit dem 24. März 2018 Roberto Fico (M5S).

## Schriften (Auswahl)
- Tutti indietro: storie di uomini e donne in fuga e di un’Italia tra paura e solidarietà nel racconto della portavoce dell’Alto Commissariato ONU per i Rifugiati., Rizzoli, Mailand 2010, ISBN 978-88-17-03990-1.
- Lo sguardo lontano. Einaudi, Turin 2015, ISBN 978-88-06-22544-5.
- La comunità possibile: una nuova rotta per il futuro dell’Europa. Marsilio, Venedig 2017, ISBN 978-88-317-2738-9.